# Wolfgang Winkler
Wolfgang Winkler (ur. 27 października 1940 w Tegernsee, zm. 11 maja 2001 w Rottach-Egern) – niemiecki saneczkarz reprezentujący RFN, brązowy medalista igrzysk olimpijskich.

## Kariera
Największy sukces w karierze Wolfgang Winkler osiągnął w 1968 roku, kiedy w parze z Fritzem Nachmannem zdobył brązowy medal w dwójkach podczas igrzysk olimpijskich w Grenoble. Był to jednak jego jedyny medal na międzynarodowej imprezie tej rangi. Na tych samych igrzyskach był też jedenasty w jedynkach. Wystartował również na rozgrywanych cztery lata później igrzyskach olimpijskich w Sapporo, kończąc rywalizację w dwójkach na piętnastej pozycji. Był ponadto mistrzem kraju w dwójkach w latach 1961, 1964, 1966 i 1967, a w 1966 roku był też najlepszy w jedynkach. Nigdy nie zdobył medalu mistrzostw świata ani mistrzostw Europy.